# Pogled (gmina Apače)
Pogled – miejscowość w Słowenii w gminie Apače.